# Gobiopterus stellatus
Gobiopterus stellatus és una espècie de peix d'aigua dolça de la família dels gòbids i de l'ordre dels perciformes.
És un peix clima tropical i demersal que es troba a Luzón (Filipines). És inofensiu per als humans.